# تيم لوبيز
تيم لوبيز (بالبرتغالية: Tim Lopes‏) هو صحفي برازيلي، ولد في 18 نوفمبر 1950 في بيلوتاس في البرازيل، وتوفي في 2 يونيو 2002 في ريو دي جانيرو في البرازيل.

## روابط خارجية
- تيم لوبيز على موقع IMDb (الإنجليزية)